# بمب جمعیت
بمب جمعیت (انگلیسی: The Population Bomb) کتابی پرفروش نوشته پروفسور دانشگاه استنفورد پال آر. ارلیک و همسرش آن ارلیک (نام وی ذکر نشده) است که در سال ۱۹۶۸ به چاپ رسید. این کتاب در مورد گرسنگی توده انسان‌ها در دهه‌های هفتاد و هشتاد میلادی به خاطر ازدیاد جمعیت و دیگر تغییرات فاحش اجتماعی هشدار می‌دهد و خواستار اقدام فوری برای محدود کردن رشد جمعیت است. ترس از «انفجار جمعیت» در سال‌های ازدیاد جمعیت در میانه سده بیستم وجود داشت اما این کتاب و نویسندگان آن این ایده را به عده حتی بیشتری ارائه کردند.